# Sforzo normale

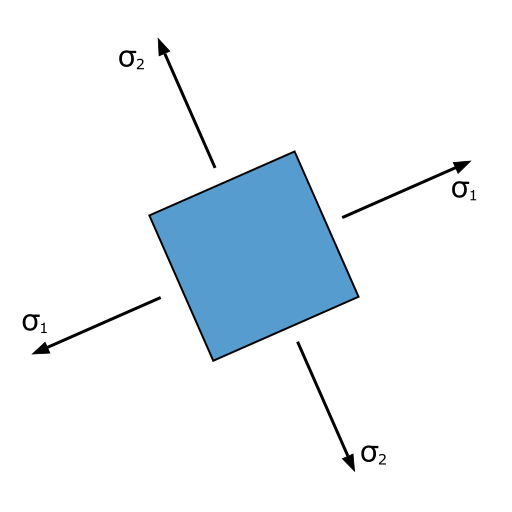
Esempi di sforzi normali di trazione.

Lo sforzo normale o  nominale (generalmente indicato con σ, sigma) è uno sforzo che agisce in maniera perpendicolare a una data superficie.
Come ogni sforzo, viene definito fisicamente come una forza per unità di area, quindi è misurato con le stesse unità della pressione, ad esempio in Pascal (Pa) = N/m2. In generale viene definito considerando la componente della forza perpendicolare alla superficie e dividendo tale valore per l'area della superficie.
Tale concetto intuitivamente è facilmente applicabile su superfici piane (ad esempio la faccia di un cubo), in quanto la direzione perpendicolare a tali superfici è individuata univocamente su tutta l'estensione della superficie stessa; nel caso la superficie abbia invece una curvatura nello spazio (ad esempio la superficie di una sfera), in ogni punto possiamo definire una diversa direzione perpendicolare alla superficie considerata. 
Per superfici non piane, quindi, lo sforzo normale viene necessariamente definito in maniera puntuale, facendo ricorso alla teoria matematica dei limiti.
La composizione di più sforzi normali può dare luogo a:
- compressione: quando le forze sono opposte e dirette verso l'interno del materiale;
- trazione: quando le forze sono opposte e dirette verso l'esterno del materiale.